# 2024년 하계 올림픽 승마
2024년 하계 올림픽 승마(프랑스어: Équitation aux Jeux olympiques d'été de 2024)는 2024년 하계 올림픽의 정식 종목으로 진행 중인 승마 경기로 2024년 7월 27일부터 8월 6일까지 프랑스 베르사유에서 진행됐다.

## 참가국
- 아르헨티나 (1)
- 오스트레일리아 (9)
- 오스트리아 (8)
- 벨기에 (9)
- 브라질 (9)
- 캐나다 (9)
- 칠레 (1)
- 중화인민공화국 (2)
- 콜롬비아 (1)
- 체코 (2)
- 덴마크 (3)
- 도미니카 공화국 (1)
- 에콰도르 (1)
- 이집트 (1)
- 에스토니아 (1)
- 핀란드 (5)
- 프랑스 (9)
- 독일 (9)
- 영국 (9)
- 그리스 (1)
- 헝가리 (1)
- 인도 (1)
- 아일랜드 (7)
- 이스라엘 (3)
- 이탈리아 (3)
- 일본 (6)
- 대한민국 (1)
- 라트비아 (1)
- 리투아니아 (2)
- 룩셈부르크 (2)
- 몰도바 (1)
- 멕시코 (3)
- 모로코 (1)
- 네덜란드 (9)
- 노르웨이 (2)
- 뉴질랜드 (2)
- 폴란드 (9)
- 포르투갈 (5)
- 사우디아라비아 (3)
- 싱가포르 (1)
- 남아프리카 공화국 (1)
- 스페인 (8)
- 스웨덴 (9)
- 스위스 (6)
- 시리아 (1)
- 태국 (1)
- 아랍에미리트 (3)
- 미국 (9)
- 베네수엘라 (1)

## 메달리스트
| 개인 마장마술 자세히 | 제시카 폰 브레도베른틀 · 독일                                       | 이자벨 베르트 · 독일                                                               | 샬럿 프라이 · 영국                                                       |  |  |  |
| 단체 마장마술 자세히 | 독일 · 제시카 폰 브레도베른틀 · 프레데리크 반드레스 · 이자벨 베르트 | 덴마크 · 다니엘 바크만 아네르센 · 카트리네 라우드루프뒤푸르 · 나나 스코드보르 메랄 | 영국 · 샬럿 프라이 · 칼 헤스터 · 베키 무디                               |  |  |  |
|                      |                                                                     |                                                                                    |                                                                          |  |  |  |
| 개인 종합마술 자세히 | 미하엘 융 · 독일                                                    | 크리스토퍼 버턴 · 오스트레일리아                                                   | 로라 콜릿 · 영국                                                         |  |  |  |
| 단체 종합마술 자세히 | 영국 · 로라 콜릿 · 로절린드 캔터 · 톰 매큐언                        | 프랑스 · 카림 플로랑 라구아그 · 스테판 랑두아 · 니콜라 투쟁                        | 일본 · 기타지마 류조 · 오이와 요시아키 · 다나카 도시유키 · 도모토 가즈마 |  |  |  |
|                      |                                                                     |                                                                                    |                                                                          |  |  |  |
| 개인 장애물 자세히   | 크리스티안 쿠쿠크 · 독일                                            | 스티브 게르다 · 스위스                                                             | 마이컬 판 데르 플뢰턴 · 네덜란드                                         |  |  |  |
| 단체 장애물 자세히   | 영국 · 스콧 브래시 · 해리 찰스 · 벤 메이어                          | 미국 · 칼 쿡 · 로라 크라우트 · 매클레인 워드                                       | 프랑스 · 시몽 들레스트르 · 쥘리앵 에파야르 · 올리비에 페로               |  |  |  |